# Скарбеки

Варіант гербу Абданк

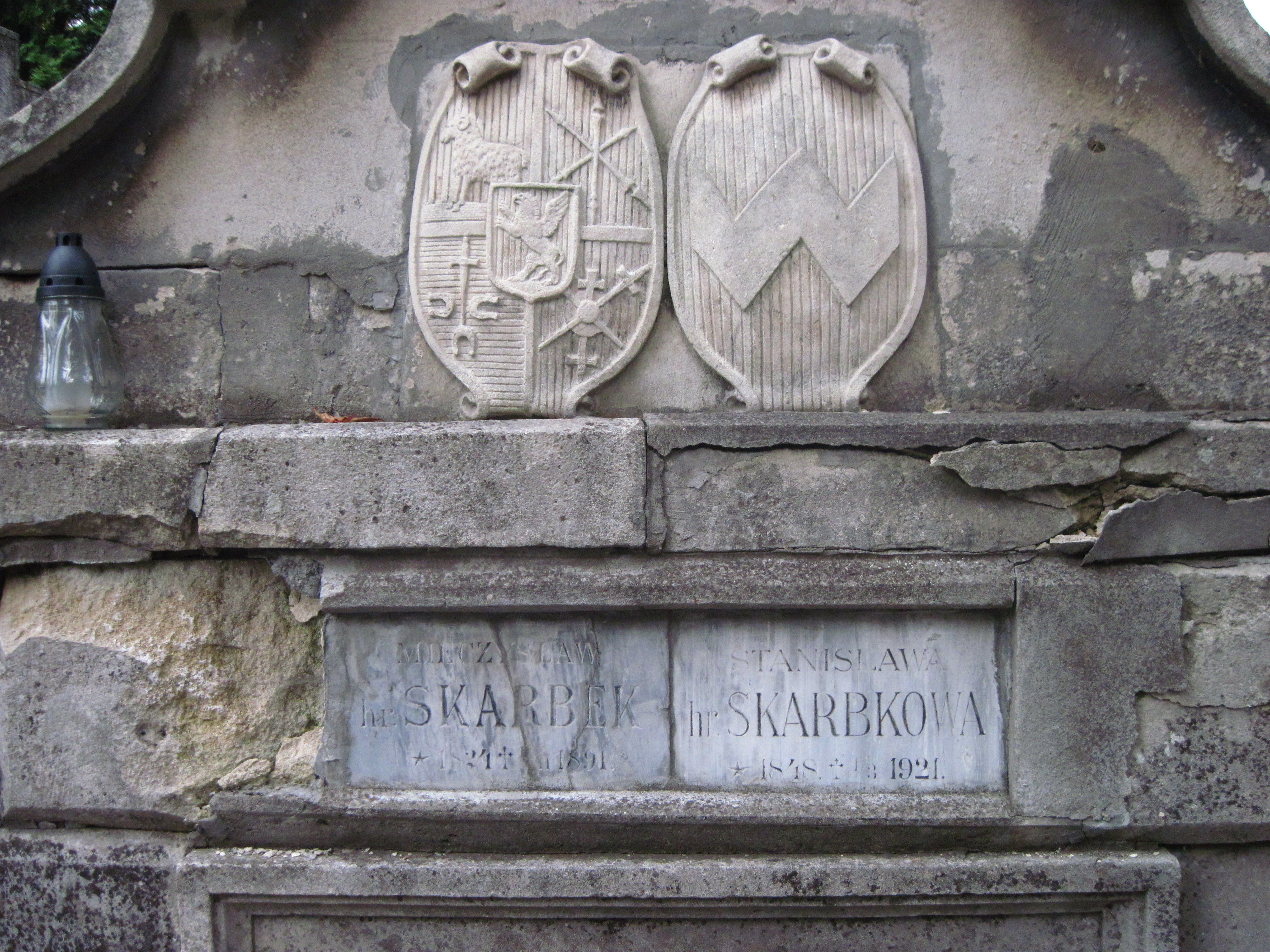
Герби, Личаківський цвинтар

Скарбеки гербу Абданк (пол. Skarbkowie) — польський шляхетський рід. Виводиться з роду Абданків. Пов'язаний з родом, зокрема, Бучацьких. Одна гілка роду осіла в Руському воєводстві, інша — у Ленчицькому.

## Представники
- Якуб
  - Богдан — дідич Козови
  - Ян Скарбек

- Рафал — може, поручник коронного війська, дружина — Ядвіґа з П'ясецьких
  - Кшиштоф, перша дружина — з Чолганських, друга — з Ґолинських
    - Владислав — каштелян галицький, дружина — з Дідушицьких, донька подільського воєводи
    - Ян — львівський латинський архієпископ
    - Зофія (бенедиктинка Боґуміла), з 1718 року абатиса монастиря Всіх Святих у Львові
    - Антоній (мати — Голиньська), каштелян галицький
      - Рафал Людвік — коломийський хорунжий, дідич Михальча, Обертина; посідав Солотвинське староство в 1765—1771 роках разом з дружиною — Тересою з Боґушів[1]
        - Ян — староста чортовецький
          - Станіслав Марцін (1780—1848) — фундатор театру свого імені, нині — Національний академічний український драматичний театр імені Марії Заньковецької, дідич.
          - Ігнатій (бл. 1780—1842) — цісарський сокольник Галіції та Лодомерії, власник Бурштина та навколишніх сіл.

- Владислав — каштелян конарський, ленчицький
  - Францішек
    - Ян — каштелян іновроцлавський
      - Каспер — дідич Ізбіці
        - Фридерик Флоріян — економіст, історик, письменник, драматург
          - Генрик — куратор «Фундації Скарбків»

- Малґожата — дружина Миколая Баворовського, сина Вацлава та княжни Єлизавети Збаразької[2]